# Антонівка (Буки)

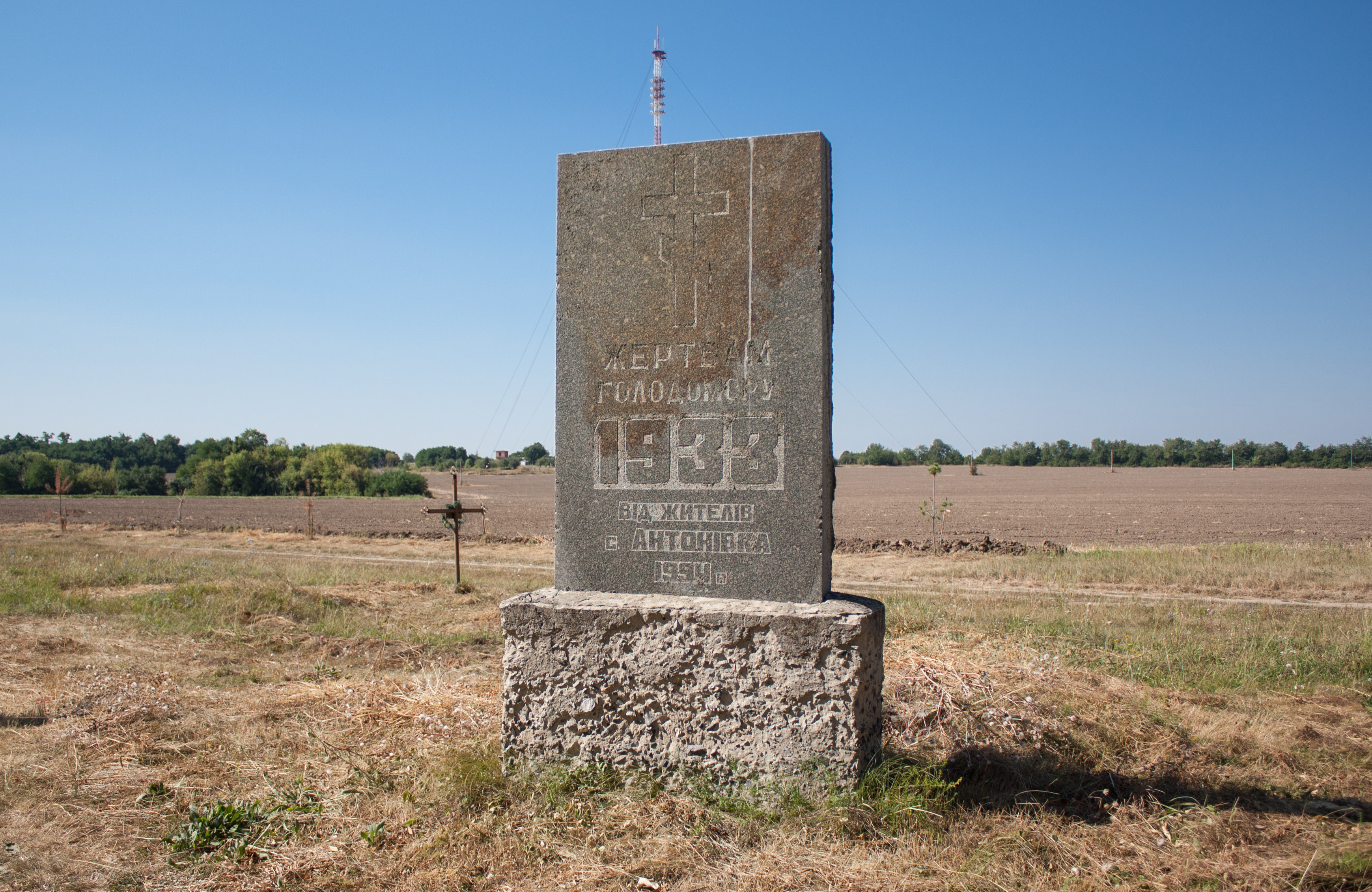

Антонівка — колишнє село Маньківського району Черкаської області. Нині у складі смт Буки.

## Історія
У найдавніших відомих документах Антонівка згадується з 1781 року.
В архівному документі «Раздел Почтовой Дороги через Уманскый Повіть» за 1829 рік це поселення згадується як «невеличке», у якому проживало 269 осіб, діяла дерев'яна Богословська церква.
Назва походить від імені власника земель, або першого поселенця на ім'я Антон. У 1857 році князь А. Любомирський приєднав Антонівку до Буків.

У 1864 році Лаврентій Похилевич так занотував про це поселення: 
|  | Антоновка, предместье Буковь, в 12-ти верстах от Иваньки, тянется вдоль реки Тикича. В предместье Антоновки церковь Параскевская, деревянная же, 6-го класса; земли имеет 36 десятин; построена 1781 года, в ветхом состоянии |

Станом на 1885 рік у колишньому власницькому містечку Русалівської волості Уманського повіту Київської губернії мешкало 950 осіб, налічувалось 170 дворових господарств, існувала православна церква, школа, 2 лавки, працювало 8 водяних млинів.
За переписом 1897 року кількість мешканців зросла до 1864 осіб (912 чоловічої статі та 952 — жіночої), з яких 1556 — православної віри, 263 — юдейської.
У 1900 році в селі Антонівка Русалівської волості, що знаходилося на річці Гірський Тікич, було 296 дворів; число мешканців: чоловіків — 818, жінок — 792. На той час тут діяла церква, церковно-приходське училище, молитовний єврейський будинок; до послуг місцевих жителів був водяний млин.
У 1905 році Антонівка відносилася до Русалівської волості, Уманського повіту Київської губернії, у користуванні населення знаходилося 2782 десятини землі; дворів на той час було 322.
У 1913 році тут мешкало 1570 осіб, діяло однокласне земське училище; були винна лавка та лісопильний завод Мартіна.
6 листопада 1929 року до села провели електричний струм від Буцької гідроелектростанції імені Г. Петровського.
12 липня 1958 року Антонівка увійшла до селища міського типу Буки.
У 1961 році біля Антонівки знайдено два стародавні кургани.